# Філатов Олександр Павлович
Олександр Павлович Філатов (24 червня 1922, село Корнілово, тепер Каменського району Алтайського краю, Росія — 15 травня 2016, місто Новосибірськ, Росія) — радянський державний діяч, 1-й секретар Новосибірського міського комітету КПРС, 1-й секретар Новосибірського обласного комітету КПРС. Кандидат у члени ЦК КПРС у 1971—1981 роках. Член ЦК КПРС у 1981—1989 роках. Депутат Верховної Ради РРФСР 7—9-го скликань. Депутат Верховної Ради СРСР 10—11-го скликань.

## Життєпис
Народився в багатодітній селянській родині переселенців із Тамбовської губернії. У 1929 році родина переїхала в селище Новосибірський Кам'янського району, в 1938 році — в місто Камень-на-Обі Алтайського краю. У 1938 році вступив до комсомолу. Закінчив середню школу № 5 міста Каменя-на-Обі.
У 1940 році поступив до Новосибірського інституту військових інженерів залізничного транспорту. З осені 1941 по березень 1942 року працював робітником та брав участь у виготовленні артилерійських снарядів для фронту.
У 1947 році закінчив Новосибірський інститут військових інженерів залізничного транспорту, військовий інженер шляхів сполучення — будівельник.
Член ВКП(б) з лютого 1947 року.
У квітні 1947 — березні 1948 року — будівельний майстер, старший інженер виконробського пункту і технічного відділу будівельного управління № 6 тресту «Сиббудшлях», заступник виконроба будівництва на станції Інська Первомайського району міста Новосибірська. З березня по вересень 1948 року — секретар первинної партійної організації будівельної дільниці будівельного управління № 6.
У вересні — грудні 1948 року — інструктор організаційного відділу Первомайського районного комітету ВКП(б) міста Новосибірська.
У грудні 1948 — жовтні 1949 року — інструктор політичного відділу Інського відділення Томської залізниці. З жовтня 1949 по листопад 1950 року — заступник начальника з політичної частини Інської дистанції колії Томської залізниці, одночасно в.о. редактора газети «Сталінець». У листопаді 1950 — грудні 1951 року — секретар партійного бюро партійної організації паровозного депо станції Інська Томської залізниці.
У грудні 1951 — березні 1953 року — 2-й секретар Первомайського районного комітету ВКП(б) міста Новосибірська.
У грудні 1953 — жовтні 1954 року — заступник начальника політичного відділу Інського відділення Томської залізниці. У жовтні 1954 — липні 1955 року — заступник начальника політичного відділу Томської залізниці.
Одночасно, з 1953 по 1958 рік заочно навчався у Вищій партійній школі при ЦК КПРС.
У липні 1955 — січні 1960 року — 1-й секретар Кагановицького (Залізничного) районного комітету КПРС міста Новосибірська.
У січні — травні 1960 року — завідувач відділу науки і шкіл Новосибірського обласного комітету КПРС.
У травні 1960 — березні 1963 року — секретар Новосибірського міського комітету КПРС з ідеології.
У березні 1963 — березні 1966 року — 1-й заступник голови виконавчого комітету Новосибірської міської ради депутатів трудящих.
У березні 1966 — липні 1973 року — 1-й секретар Новосибірського міського комітету КПРС.
У липні 1973 — 19 грудня 1978 року — 2-й секретар Новосибірського обласного комітету КПРС.
19 грудня 1978 — 5 серпня 1988 року — 1-й секретар Новосибірського обласного комітету КПРС.
З серпня 1988 року — персональний пенсіонер союзного значення в місті Новосибірську.
На пенсії був членом консультативної ради Новосибірського обласного комітету КПРФ. Автор книги спогадів «Жили-прожили ми не дарма».

## Нагороди і звання
- два ордени Леніна (1971, 1982)
- орден Жовтневої Революції (1976)
- два ордени Трудового Червоного Прапора (1966)
- два ордени «Знак Пошани» (1959, 1972)
- медаль «За освоєння цілинних земель»
- медаль «За доблесну працю. В ознаменування 100-річчя з дня народження Володимира Ілліча Леніна» (1970)
- медаль «60 років Збройних Сил СРСР»
- медалі
- звання «Почесний житель міста Новосибірська» (2003)
- відзнака «За заслуги перед Новосибірської областю» (2003)
- пам'ятний знак «За працю на благо міста» (Новосибірськ, 2013)